# Clizia
Clizia is een toneelstuk van de Florentijn Niccolò Machiavelli uit 1525. De 56-jarige Machiavelli laat zich kennen als een oude bok die nog wel een groen blaadje lust. In die tijd had hij zelf een hartstochtelijke affaire met de jonge actrice Barbera Salutati. 

## Het verhaal
Ten huize van Nicomaco (schuilnaam voor Niccolò Machiavelli zelf) is de Franse edelman Bertrand ingekwartierd tijdens de Franse veldtocht van 1494. Bertrand trekt met de Franse koning verder om Napels in te nemen. Tijdens de terugtocht neemt hij een Napolitaans meisje van vijf jaar mee dat hij niet aan de vijand wil uitleveren. Hij stuurt Clizia naar Nicomaco, waar het kind in veiligheid opgroeit samen met zijn eigen zoon Cleandro. 
Zowel vader Nicomaco als zoon Cleandro worden verliefd op Clizia. Uit jaloezie gunt Nicomaco haar niet aan zijn zoon. Hij wil haar uithuwelijken aan zijn dienaar Pirro in de wetenschap dat niet Pirro maar hijzelf haar dan zal kunnen bezitten. Sofronia, Nicomaco's vrouw, heeft intussen al lang in de gaten dat hij op het meisje verliefd is. Hij is volkomen veranderd, verwaarloost zijn zaken, gaat veel vaker uit en komt op ongebruikelijke uren thuis.
Tijdens de huwelijksnacht wil de oude bij Clizia in bed, terwijl Pirro de nacht in zijn eentje moet doorbrengen. Cleandro en Sofronia hebben lucht gekregen van het plannetje en Clizia vervangen door een dienaar. Nicomaco ziet zijn dwaasheid in en schaamt zich. De vader van Clizia duikt op. Het blijkt een rijke Napolitaanse edelman te zijn die graag instemt met het huwelijk van zijn dochter en Cleandro. De jeugd zegeviert.
De alruinwortel · Belfagor · Clizia · Descrizione del modo tenuto dal Duca Valentino nell' ammazzare Vitellozzo Vitelli, Oliverotto da Fermo, il Signor Pagalo e il Duca di Gravina Orsini · Florentijnse geschiedenissen · De krijgskunst · Het leven van Castruccio Castracani · Verhandeling over de hervorming van de Florentijnse staat na de dood van Lorenzo · Verhandelingen over de eerste tien boeken van Titus Livius · De vorst